# Liga Nacional de Guatemala 1991-92
La Liga Nacional de Guatemala 1991/92 es el cuadragésimo torneo de Liga de fútbol de Guatemala. El campeón del torneo fue el Municipal, consiguiendo su décimo cuarto título de liga.

## Formato
El formato del torneo era de todos contra todos a dos vueltas, donde los primeros seis lugares clasificaban a una hexagonal por el título, el campeón se definía entre el campeón de la fase regular y el campeón de la hexagonal mediante serie final, ida y vuelta.  El último lugar de la fase de clasificación definiría con el último lugar de la liguilla a partido único en cancha neutral, el descenso a la categoría inmediata inferior.
Por ganar el partido se otorgaban 2 puntos, si era empate era un punto, por perder el partido no se otorgaban puntos.

## Equipos

### Equipos participantes
| Club                                   | Ciudad              | Departamento   | Estadio                            | Capacidad |
| -------------------------------------- | ------------------- | -------------- | ---------------------------------- | --------- |
| Aurora Fútbol Club                     | Ciudad de Guatemala | Guatemala      | Estadio del Ejército               | 13.300    |
| Club Social y Deportivo Comunicaciones | Ciudad de Guatemala | Guatemala      | Estadio Mateo Flores               | 25.000    |
| Club Social y Deportivo Municipal      | Ciudad de Guatemala | Guatemala      | Estadio Mateo Flores               | 25.000    |
| Club Social y Deportivo Suchitepéquez  | Mazatenango         | Suchitepéquez  | Estadio Carlos Salazar Hijo        | 10.000    |
| Del Monte                              | Morales             | Izabal         | Estadio Del Monte                  | 3.500     |
| Deportivo Chiquimulilla                | Chiquimulilla       | Santa Rosa     | Estadio Los Conacastes             | 5.000     |
| Deportivo Escuintla                    | Escuintla           | Escuintla      | Estadio Armando Barillas           | 10.000    |
| Galcasa                                | Villa Nueva         | Guatemala      | Estadio Galcasa de Villa Nueva     | 5.000     |
| Izabal J.C.                            | Puerto Barrios      | Izabal         | Estadio Roy Fearon                 | 10.000    |
| Juventud Retalteca                     | Retalhuleu          | Retalhuleu     | Estadio Óscar Monterroso Izaguirre | 8.000     |
| Tipografía Nacional                    | Ciudad de Guatemala | Guatemala      | Estadio Manuel Felipe Carrera      | 5.000     |
| Xelajú MC                              | Quetzaltenango      | Quetzaltenango | Estadio Mario Camposeco            | 11.200    |

### Equipos por Departamento
| Departamento                                      | N.º | Equipos                                                         |
| ------------------------------------------------- | --- | --------------------------------------------------------------- |
| Guatemala                                         | 5   | Aurora, Comunicaciones, Galcasa, Municipal, Tipografía Nacional |
| Izabal                                            | 2   | Izabal J.C., Del Monte                                          |
| Escuintla                                         | 1   | Escuintla                                                       |
| Quetzaltenango                                    | 1   | Xelajú M.C..                                                    |
| Archivo:Coat of arms of Retalhuleu.gif Retalhuleu | 1   | Juventud Retalteca                                              |
| Santa Rosa                                        | 1   | Chiquimulilla                                                   |
| Suchitepéquez                                     | 1   | Suchitepéquez                                                   |

## Fase de clasificación
|  | Pos. | Equipos             | PJ | PG | PE | PP | GF | GC | Dif. | PTS | Clasificación                          |
|  | ---- | ------------------- | -- | -- | -- | -- | -- | -- | ---- | --- | -------------------------------------- |
|  | 1º   | Municipal           | 22 | 13 | 7  | 2  | 39 | 14 | +25  | 33  | Hexagonal final y final del campeonato |
|  | 2º   | Comunicaciones      | 22 | 11 | 8  | 3  | 43 | 30 | +13  | 30  | Hexagonal final                        |
|  | 3º   | Chiquimulilla       | 22 | 11 | 6  | 5  | 49 | 34 | +15  | 28  | Hexagonal final                        |
|  | 4º   | Izabal JC           | 22 | 10 | 5  | 7  | 46 | 36 | +10  | 25  | Hexagonal final                        |
|  | 5º   | Galcasa             | 22 | 7  | 9  | 6  | 37 | 34 | +3   | 23  | Hexagonal final                        |
|  | 6º   | Del Monte           | 22 | 6  | 9  | 7  | 39 | 34 | +5   | 21  | Hexagonal final                        |
|  | 7º   | Juventud Retalteca  | 22 | 6  | 9  | 7  | 29 | 28 | +1   | 21  | Hexagonal por la permanencia           |
|  | 8º   | Suchitepéquez       | 22 | 6  | 6  | 10 | 21 | 28 | -7   | 18  | Hexagonal por la permanencia           |
|  | 9°   | Aurora              | 22 | 5  | 8  | 9  | 29 | 32 | -3   | 18  | Hexagonal por la permanencia           |
|  | 10º  | Escuintla           | 22 | 6  | 6  | 10 | 29 | 36 | -7   | 18  | Hexagonal por la permanencia           |
|  | 11°  | Tipografía Nacional | 22 | 4  | 8  | 10 | 25 | 45 | -20  | 16  | Hexagonal por la permanencia           |
|  | 12°  | Xelajú MC           | 22 | 4  | 5  | 13 | 21 | 56 | -35  | 13  | Playoffs de descenso                   |
|  |      |                     |    |    |    |    |    |    |      |     |                                        |

## Fase final

### Hexagonal final
|  | Pos. | Equipos        | PJ | PG | PE | PP | GF | GC | Dif. | PTS | Clasificación        |
|  | ---- | -------------- | -- | -- | -- | -- | -- | -- | ---- | --- | -------------------- |
|  | 1º   | Comunicaciones | 10 | 5  | 5  | 0  | 19 | 8  | +11  | 15  | Final del campeonato |
|  | 2º   | Galcasa        | 10 | 4  | 5  | 1  | 21 | 10 | +11  | 13  |                      |
|  | 3º   | Izabal JC      | 10 | 2  | 7  | 1  | 16 | 14 | +2   | 11  |                      |
|  | 4º   | Municipal      | 10 | 3  | 4  | 3  | 13 | 13 | 0    | 10  |                      |
|  | 5º   | Chiquimulilla  | 10 | 3  | 1  | 6  | 19 | 28 | -9   | 7   |                      |
|  | 6º   | Del Monte      | 10 | 1  | 2  | 7  | 16 | 31 | -15  | 4   |                      |
|  |      |                |    |    |    |    |    |    |      |     |                      |

## Final

### Ida
| 8 de mayo de 1992 | Comunicaciones | 0:0 | Municipal | Mateo Flores, Ciudad de Guatemala |  |
|                   |                |     |           | Árbitro(s): Carlos Mendizábal     |  |

### Vuelta
| 17 de mayo de 1992 | Municipal                       | 2:1 | Comunicaciones        | Estadio Mateo Flores, Ciudad de Guatemala |                           |
|                    | Juan Carlos Plata · Julio Rodas |     | Oscar Hernández Girón | Árbitro(s): Freddy Burgos                 | Árbitro(s): Freddy Burgos |

## Campeón
| Campeón Temporada 1991-92 |
| Municipal 14º Título      |
| ------------------------- |

## Hexagonal por la permanencia
|                                                                                     | Pos. | Equipos             | PJ | PG | PE | PP | GF | GC | Dif. | PTS | Clasificación        |
| ----------------------------------------------------------------------------------- | ---- | ------------------- | -- | -- | -- | -- | -- | -- | ---- | --- | -------------------- |
|                                                                                     | 1º   | Suchitepéquez       | 10 | 5  | 3  | 2  | 16 | 9  | +7   | 13  |                      |
|                                                                                     | 2º   | Aurora              | 10 | 4  | 5  | 1  | 13 | 9  | +4   | 13  |                      |
|                                                                                     | 3º   | Tipografía Nacional | 10 | 3  | 3  | 4  | 17 | 17 | 0    | 9   |                      |
|                                                                                     | 4º   | Escuintla           | 10 | 3  | 3  | 4  | 17 | 20 | -3   | 9   |                      |
|                                                                                     | 5º   | Juventud Retalteca  | 10 | 3  | 2  | 5  | 15 | 11 | +4   | 8   |                      |
|                                                                                     | 6º   | Xelajú MC           | 10 | 3  | 2  | 5  | 8  | 20 | -12  | 8   | Playoffs de descenso |
| Al finalizar en posición de descenso en ambas fases, Xelajú MC pierde la categoría. |      |                     |    |    |    |    |    |    |      |     |                      |

## Descendido a la B
| Descendido a la Primera División B 1992-93 |
| ------------------------------------------ |
| Xelajú MC                                  |

## Torneos internacionales
|  | Pos. | Equipos        | PJ | PG | PE | PP | GF | GC | Dif. | PTS | Clasificación                                                                                     |
|  | ---- | -------------- | -- | -- | -- | -- | -- | -- | ---- | --- | ------------------------------------------------------------------------------------------------- |
|  | 1º   | Comunicaciones | 10 | 5  | 5  | 0  | 19 | 8  | +11  | 15  | Copa de Campeones de la Concacaf 1993 - Segunda fase Recopa de la Concacaf 1993 - Fase preliminar |
|  | 2º   | Galcasa        | 10 | 4  | 5  | 1  | 21 | 10 | +11  | 13  |                                                                                                   |
|  | 3º   | Izabal JC      | 10 | 2  | 7  | 1  | 16 | 14 | +2   | 11  |                                                                                                   |
|  | 4º   | Municipal      | 10 | 3  | 4  | 3  | 13 | 13 | 0    | 10  | Copa de Campeones de la Concacaf 1993 - Tercera fase                                              |
|  | 5º   | Chiquimulilla  | 10 | 3  | 1  | 6  | 19 | 28 | -9   | 7   |                                                                                                   |
|  | 6º   | Del Monte      | 10 | 1  | 2  | 7  | 16 | 31 | -15  | 4   |                                                                                                   |
|  |      |                |    |    |    |    |    |    |      |     |                                                                                                   |